# عطيفة صائمية
عطيفة صائمية (الاسم العلمي: Campylobacter jejuni) هي نوع من البكتيريا تتبع جنس العطيفة من فصيلة العطيفات.